# Olivehurst
Olivehurst és una concentració de població designada pel cens dels Estats Units a l'estat de Califòrnia. Segons el cens del 2000 tenia 11.061 habitants.

## Demografia
Segons el cens del 2000, Olivehurst tenia 11.061 habitants, 3.474 habitatges, i 2.650 famílies. La densitat de població era de 852,4 habitants/km².
Dels 3.474 habitatges en un 41,5% hi vivien nens de menys de 18 anys, en un 54,2% hi vivien parelles casades, en un 15,8% dones solteres, i en un 23,7% no eren unitats familiars. En el 18,4% dels habitatges hi vivien persones soles el 7,4% de les quals corresponia a persones de 65 anys o més que vivien soles. El nombre mitjà de persones vivint en cada habitatge era de 3,17 i el nombre mitjà de persones que vivien en cada família era de 3,58.
Per edats la població es repartia de la següent manera: un 33,5% tenia menys de 18 anys, un 9,8% entre 18 i 24, un 28,1% entre 25 i 44, un 19,1% de 45 a 60 i un 9,5% 65 anys o més.
L'edat mediana era de 30 anys. Per cada 100 dones de 18 o més anys hi havia 99,4 homes.
La renda mediana per habitatge era de 29.854 $ i la renda mediana per família de 32.072 $. Els homes tenien una renda mediana de 27.123 $ mentre que les dones 21.980 $. La renda per capita de la població era de 12.020 $. Entorn del 13,3% de les famílies i el 18,3% de la població estaven per davall del llindar de pobresa.

## Poblacions més properes
El següent diagrama mostra les poblacions més properes.